# Амосова, Серафима Тарасовна
Серафи́ма Тара́совна Амо́сова (20 августа 1914, Новочернореченский — 17 декабря 1992, Москва) — лётчица, участница Великой Отечественной войны, заместитель командира 46-го Таманского гвардейского ночного легкобомбардировочного полка по лётной части, гвардии майор.

## Биография
Родилась 20 августа 1914 года в семье рабочего железнодорожного депо станции Чернореченская Тараса Антоновича Амосова и его жены Евгении Емельяновны. Дед девочки Антон Амосов переселился в Сибирь из Белоруссии в конце XIX века.
В 1921 году пошла в школу. Участвовала в самодеятельности. Занималась в струнном кружке игрой на балалайке. В 1929 году после окончания семилетки уехала в Красноярск получать рабочую специальность. В том же году вступила в комсомол. По окончании учёбы получила специальность токаря четвёртого разряда. Руководила пионерской работой в местной школе. В 1933 году была делегатом на Всесоюзной конференции пионерских работников в Москве.
Примерно в это же время возникло у девушки желание стать лётчицей. Вот как рассказывала об этом подругам она сама:

…Есть в окрестностях Красноярска чудесное творение природы — знаменитые «столбы». Тысячи лет выдували ветры горные кряжи гранита. Им помогали буйные потоки стремительных сибирских рек. И вот образовались высоченные каменные изваяния причудливой формы. Столбы — любимое место отдыха жителей Красноярска. На их крутых подъемах и спусках, на краях обрывов и круч зачастую можно видеть людей в пестрых спортивных костюмах. Здесь состязаются они в ловкости и бесстрашии.
Пришла как-то сюда и Сима Амосова.
— Слабо тебе залезть на самую вершину столба! — подзадорили её подруги.
Сима промолчала, внимательно разглядывая прятавшуюся в голубоватом тумане вершину. Про себя решила: «Без подготовки не одолеть. А если потренироваться — можно. Вместе с девчатами, конечно».
Настал день, и они вскарабкались на заветную вершину. Никогда еще Симе не приходилось бывать так высоко над землей. Раздвинулись дальние дали, во все стороны расстилался бескрайний океан тайги.

Отсюда, с высоты птичьего полета, Сима видела богатые пышным разнотравьем поляны, усеянные яркими точками цветов, светлую полоску Енисея, ставший для неё родным Красноярск. «Вот бы полететь на крыльях, покружить над городом, спеть над ним песню, чтобы услышали все…»— М. П. Чечнева «Боевые подруги мои»

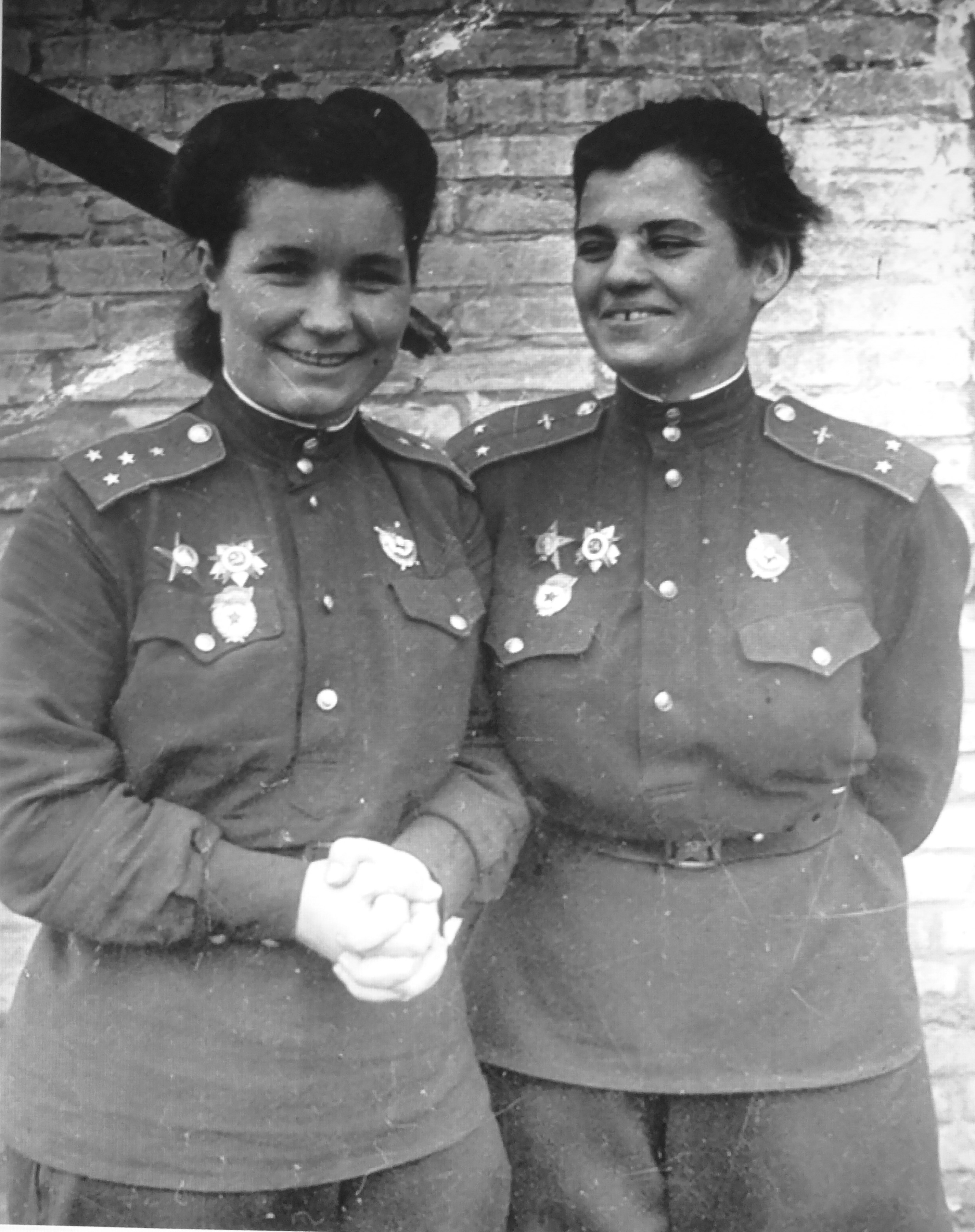
Летчики 46-го НБАП гвардии капитан С.Т. Амосова и гвардии лейтенант М.П. Чечнева, фото Е. Халдей

Была принята в планерную школу Осоавиахима. В день окончания учёбы попала в аварию. После выздоровления была направлена в Тамбовское авиационное училище. В августе 1936 года с отличием сдала выпускные экзамены и получила звание пилота. После этого вернулась работать на родину в Сибирь. Пилотом Гражданского воздушного флота водила самолеты на магистрали Москва—Иркутск.

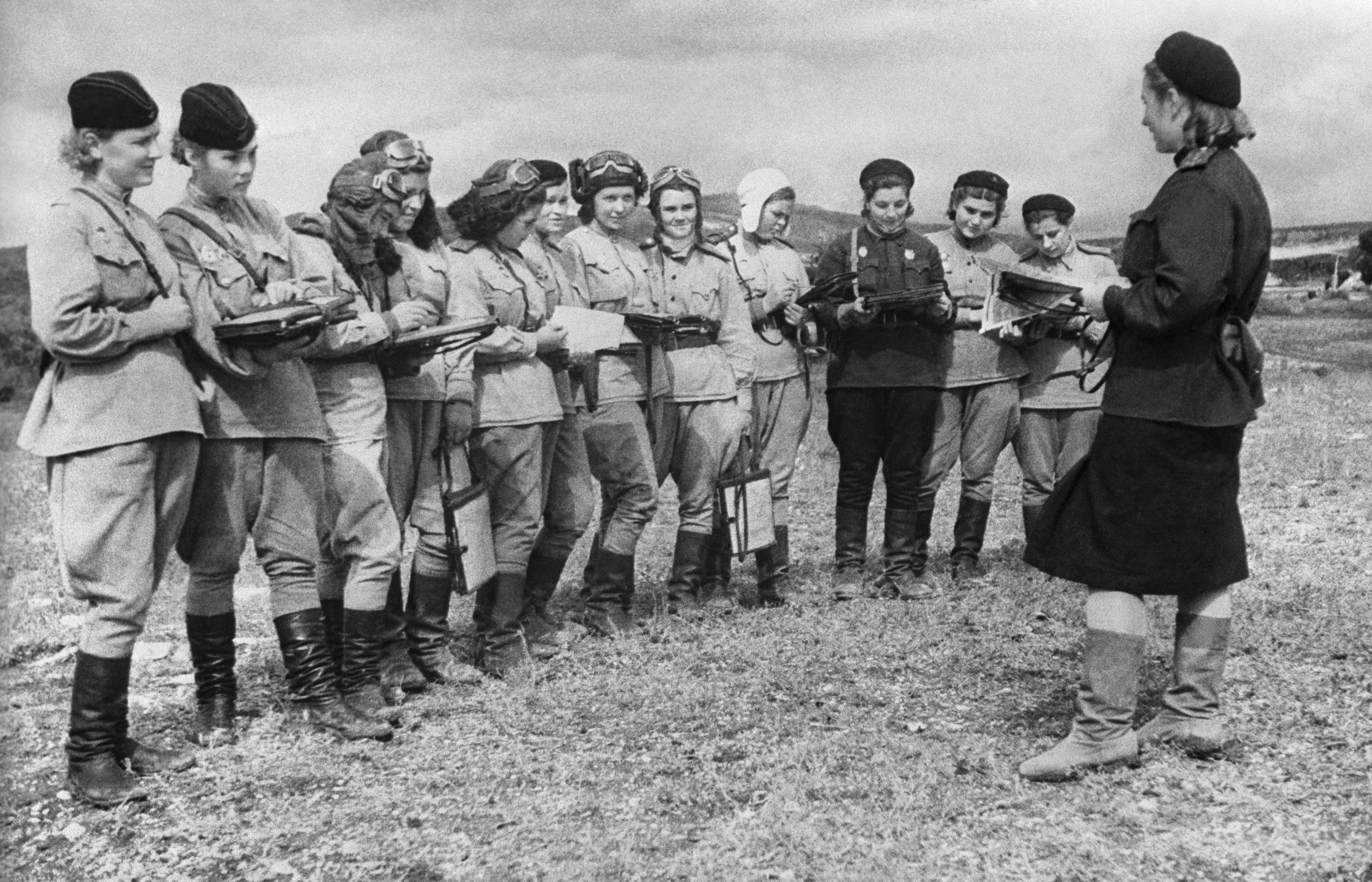
Заместитель командира 46-го гвардейского НБАП С. Амосова ставит боевую задачу летчикам, фото Е. Халдей

В связи с военной обстановкой в Западной Европе в январе 1941 года при управлениях Гражданского воздушного флота начали создаваться учебные лётные эскадрильи, куда направлялись юноши призывного возраста. Здесь они получали основные теоретические знания и практические навыки лётного дела. Как опытный лётчик С. Амосова была назначена командиром звена эскадрильи, созданной при Янаульском аэропорте, в Башкирии.

### Великая Отечественная война
В первые дни же войны подала рапорт об отправке на фронт. Лётчики-мужчины были зачислены в действующую армию. Ей было отказано. Второй рапорт также был отклонён, мотивируя тем, что готовя молодые кадры она принесёт больше пользы стране. Третий рапорт С. Амосова лично передала в Казани в управление Гражданского воздушного флота. Вскоре пришла телеграмма «Освободить от занимаемой должности летчика-инструктора Амосову С. Т. и направить её в распоряжение майора Расковой». С. Амосова сразу же вылетела в Москву. Вместе с другими лётчицами училась в Энгельсской авиационной школе пилотов. Здесь её приняли в ряды ВКП(б). По окончании учёбы была направлена в полк Е. Бершанской командиром первой эскадрильи с присвоением звание лейтенанта.

Она была отличным летчиком и сразу после назначения в наш полк начала обучать нас технике пилотирования в сложных условиях и ночью. В комэске мы постоянно чувствовали большую внутреннюю силу и выдержку. Она никогда не повышала голос, никогда не раздражалась, работала без сутолоки и спешки. Как только мы прибыли на фронт, Амосова проверила в воздухе летные качества каждой из нас, а когда была получена боевая задача, первой из эскадрильи вместе со штурманом Ларисой Розановой вылетела на её выполнение. Это было в Донбассе, на рубеже реки Миус.
— Подошли мы к цели,— рассказывала после полета Амосова. — На земле неожиданно появилось какое-то непонятное, но удивительно красивое многоцветное зарево. Что за иллюминация? — удивляюсь я. «Это тлеет порода»,— объясняет штурман.
Штаб противника, по которому предстояло нанести удар, по расчету уже должен находиться под нами. Можно сбрасывать бомбы, но мы с Ларисой сомневаемся: почему нас не обстреливают с земли? Почему такая тишина? Не может быть, чтобы штаб не был защищен зенитной артиллерией! Или мы ошиблись, и цель где-то в стороне? Решаем вернуться на контрольный пункт. Маршрутная карта снова приводит нас туда же. И опять непонятная тишина. Полет, рассчитанный на полтора часа, сильно затянулся. Что делать? Лучше еще раз проверить. Делаем третий заход. И убеждаемся, что уже с первого раза цель была найдена правильно. Сбросили бомбы, С замиранием сердца ждем. Раздались взрывы. Открыли запоздалый огонь немецкие зенитки. Оказывается, фашисты не хотели демаскировать себя. А удар был нанесен точно по цели!

Так был открыт боевой счет 1-й эскадрильи…— М. П. Чечнева «Боевые подруги мои»
В сентябре 1942 года она в числе первых получила Орден Красного Знамени. Вскоре её, как лучшую лётчицу полка, назначили заместителем командира полка по летной части.

Амосова являла образец бесстрашия и уверенности в своих силах. Мы восхищались её рассудительностью и хладнокровием, «Семь раз отмерь, один раз отрежь»,— любила повторять она. Для нашей, порою слишком пылкой и бесшабашной, молодежи уравновешенность Амосовой была хорошим примером. Прежде чем принять какое-либо решение, мы старались так же, как она, все обдумать, взвесить, прикинуть и так и этак и только тогда уже «отрезать».
«Выдержка,— говорила Амосова,— в нашем деле необходима. Только при этом условии вы сумеете найти выход, может быть, единственный верный выход из самого опасного положения». Летала она смело, мужественно и бесстрашно. Личный состав нашей эскадрильи верил своему командиру и шел за ней. «Амосовская» боевая выучка славилась в полку.

Строгий командир, Серафима Амосова была вместе с тем хорошим товарищем, отзывчивым и добрым по натуре человеком и отличалась исключительной женственностью.— М. П. Чечнева «Боевые подруги мои»

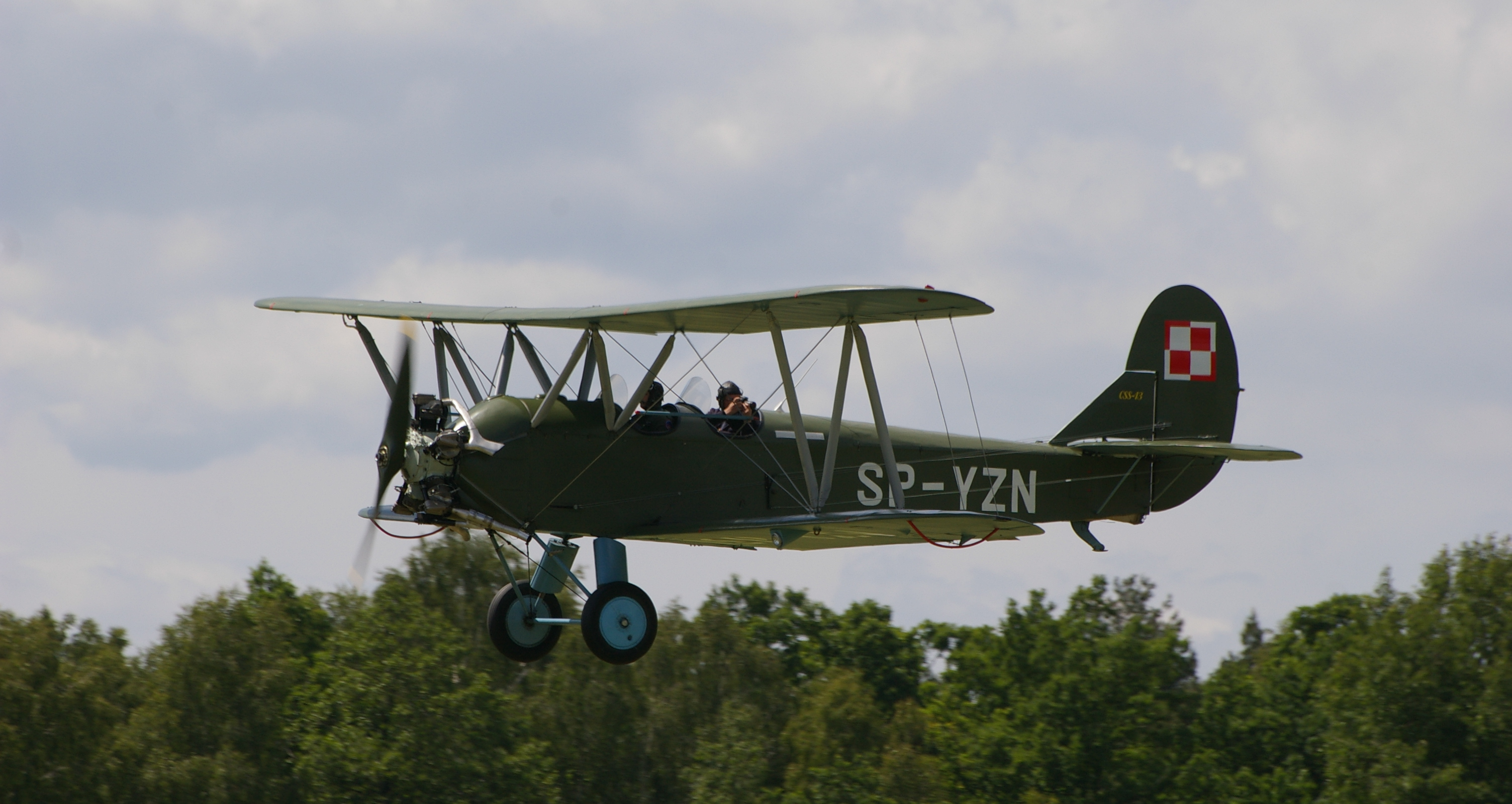
Самолёт ПО-2, на котором летали пилоты Таманского авиаполка

Кроме боевых заданий была дежурной по полётам, тренировала прибывших новичков, переучивала штурманов на летчиц. Более четырёхсот раз летала на фронте днем, свыше шестидесяти раз отправлялась на поиски посадочных площадок в районы перебазирования (специальных аэродромов лёгким самолетам ПО-2 не отводили).
В 1943 году полк принимал участие в Северо-Кавказской, Краснодарской, Новороссийско-Таманской операциях. 16 сентября 1943 года освобождением Новороссийска было завершено освобождение Северного Кавказа.
За время штурма Новороссийска её авиагруппа совершила 233 боевых вылета.
В ноябре группа летала над Керчью, сбрасывали оружие и продукты Эльтигенскому десанту.
В 1944 году полк участвовал в освобождении Белоруссии. С 31 июля базировался на территории Польши. В Польше был поставлен своеобразный рекорд: за ночь лётчицы вылетали на задание в среднем по 16 раз.
Всего за годы войны совершила 555 боевых вылетов. После расформирования полка была демобилизована.

### После войны
Вскоре после войны вышла замуж за военного лётчика Ивана Тараненко. Взяла фамилию мужа. Сын Андрей окончил Суворовское училище и авиационную школу, Константин — институт, Сергей стал кадровым военным.
Долгое время была редактором устного журнала «Боевая подруга» при Центральном Доме Советской Армии. Вела работу по военно-патриотическому воспитанию молодёжи, выступала перед различными аудиториями.
Возглавляла Совет полка с 1982 по 1992 год.
Умерла 17 декабря 1992 года.

## Награды
За проявленное мужество и героизм была удостоена пяти орденов и многих медалей.
- Орден Красного Знамени (Приказ войскам Закавказского фронта № 05/Н от 9 сентября 1942 года)[4]
- Орден Красной Звезды (Приказ 4-й воздушной армии № 036/Н от 2 мая 1943 года)[5]
- Орден Отечественной войны II степени (Приказ 4-й воздушной армии № 089/Н от 30 октября 1943 года)[6]
- Орден Александра Невского (Приказ 4-й воздушной армии № 013/Н от 26 апреля 1944 года)[7]
- Орден Красного Знамени (1945)[8]
- медали, в том числе:
  - «За оборону Кавказа» (1944)[9]
  - «За победу над Германией» (1945)[10]